# Kinyongia msuyae
Espèce
Kinyongia msuyae est une espèce de reptiles de la famille des Chamaeleonidae.

## Systématique
L'espèce Kinyongia msuyae a été décrite en 2015 par Michele Menegon (d), Simon P. Loader (d), Tim R. B. Davenport (d), Kim Monroe Howell (d), Colin R. Tilbury (d), Sophy Machaga (d) et Krystal A. Tolley (d),.

## Répartition
| Localisation de la Tanzanie dans le Monde |

| Localisation de la Tanzanie dans le Monde |

Cette espèce se rencontre en Tanzanie.

## Étymologie
L’épithète spécifique a été choisie en hommage à Charles A. Msuya, pionnier de l’herpétologie tanzanienne qui a collecté les premiers spécimens connus de cette espèce.

## Publication originale
- (en) Michele Menegon, Simon P. Loader, Tim R. B. Davenport, Kim M. Howell, Colin R. Tilbury, Sophy Machaga et Krystal A. Tolley, « A new species of Chameleon (Sauria: Chamaeleonidae: Kinyongia) highlights the biological affinities between the Southern Highlands and Eastern Arc Mountains of Tanzania », Acta Herpetologica, FUP (d) et Societas Herpetologica Italica (d), vol. 10, no 2,‎ 26 décembre 2015, p. 111-120 (ISSN 1827-9635 et 1827-9643, OCLC 804609627, DOI 10.13128/ACTA_HERPETOL-17171, lire en ligne).